# Ботанічний сад Тверського державного університету
Ботанічний сад Тверського державного університету (рос. Ботани́ческий сад Тверско́го госуда́рственного университе́та) — найпівнічніший ботанічний сад Росії з експозицією степових рослин, унікальних для Верхньоволжжя. Розташований в Заволзькому районі Твері, недалеко від місця впадання Тверці у Волгу. Об'єкт історико-культурної та природної спадщини — пам'ятка археології.
У саду представлено близько 350 видів дерев і чагарників, більше 2000 трав'яних рослин, створено 8 експозицій і 6 фондових колекцій. На території саду розташований ставок (про його існування відомо ще з XVIII століття) та русло струмка Бухань.

## Історія саду
Спочатку територія саду належала Отроч монастирю. Тут розташовувався Заволзький посад Твері. В 1879 році купцем I гільдії І. І. Бобровим був закладений приватний сад. Дуби та модрини, які висадили ще в той час, збереглися донині.

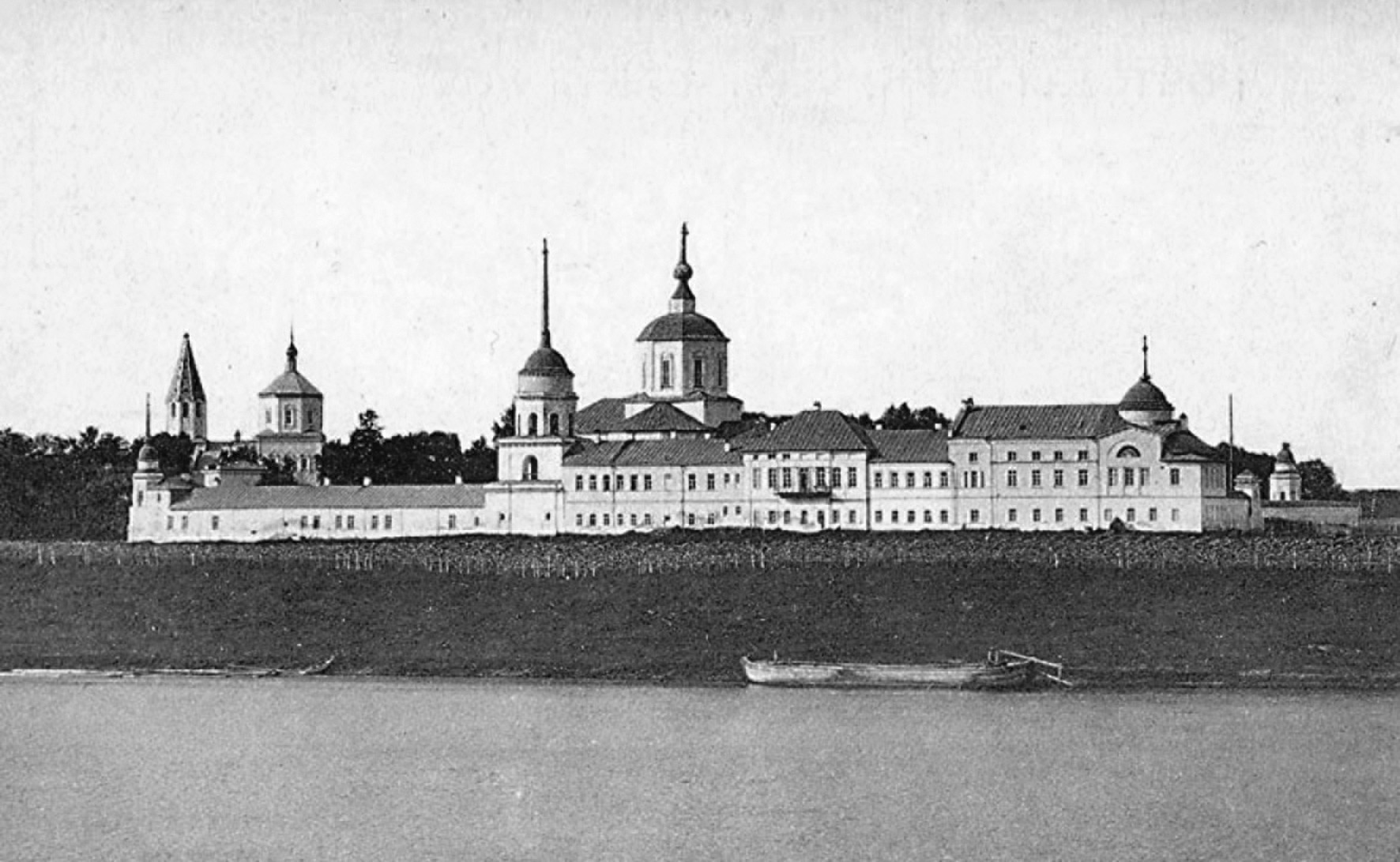
Спочатку територія саду належала Отроч монастирю

В 1898 році власником саду став викладач природознавства Тверського реального училища і жіночої школи Максимовича Леонід Колаковський. На території саду (1,5 га) він зібрав велику колекцію деревних і чагарникових порід, сформував експозиції рослин за географічним принципом. У саду Колаковський часто проводив практичні заняття з учнями школи Максимовича. За заповітом Леоніда Колаковського в 1930 році сад був переданий міському відділу народної освіти.
До 1938 року використовувався дитячими установами як дитячий парк, місце відпочинку та ігор. В 1938 році виконком міської ради передав його Калінінському педагогічному інституту під ботанічний сад. Організовували ботанічну установу тверські вчені-ботаніки А. А. Лебедєв і М. Л. Невський. До 1941 року були закладені основні колекції, упорядкована територія, зроблені нові посадки.
Під час окупації міста Калініна сад сильно постраждав. Його відновлення почалося лише в 1949 відповідно до програми М. Л. Невського. Знову була упорядкована територія, закладені нові експозиції, поповнені колекції рослин, побудовані оранжереї та будинок співробітників.
Програма діяльності саду містить такі напрямки:
- навчально-дослідна робота зі студентами з ботаніки,
- популяризацію ботанічних знань,
- експерименти з інтродукції та акліматизації окремих видів рослин.

У 1973 році територія саду була передана міському «Тресту зеленого будівництва». Поступово сад ставав занедбаним сквером. Багато унікальних рослин збереглися завдяки В. В. Веселову, який добровільно дбав про сад.
З 1989 року Ботанічний сад є підрозділом Тверського державного університету. В 1997 році Ботанічний сад Тверського державного університету став членом Міжнародної ради ботанічних садів з охорони рослин (BGCI). З 2 серпня 1996 року сад зробили відкритим для відвідувачів.
У 2009 році ботсаду виповнилося 130 років. 1 вересня 2009 року він отримав новий статус — «Науково-освітній центр» Ботанічний сад".

## Структура саду
Ботсад має такі сектори:
- Природна флора
- Дендрологія
- Декоративне квітникарство
- Гербарій

Представлені такі відділи:
- Відділ рослин Середньої і Південної Європи

Відділ має підвідділи: Дрібнолисті змішані ліси, широколистяні ліси, діброви, ділянка південноєвропейських широколистяних лісів
- Відділ Сибіру і Алтаю
- Відділ рослин Далекого Сходу і Південно-східної Азії
- Відділ рослин Північної Америки
- Територія освоєння.

## Експозиції саду
- Рослини тропіків і субтропіків

На території ростуть близько 350 видів.
Найбільш широко представлені родини ароїдних (близько 50 видів), Orchidaceae (близько 20 видів), Polypodiaceae (близько 30 видів), Arecaceae (15 видів), бромелієвих (10 видів), Agavaceae (10 видів), Gesneriaceae (10 видів), Liliaceae (10 видів).
- Рослини європейських степів

На ділянці розміщено 135 видів.
Більшість видів колекції зібрані в природних місцях проживання.
Представлені степові види, для яких через територію Тверської області проходить північна межа ареалу.
Деякі рослини взяті з ізольованих популяцій, розташованих досить далеко від північної межі ареалу.
- Систематична ділянка

Зібрано понад 260 видів рослин з 42 родин і розташовані вони за системою Енглера.
Рослини експозиції представляють морфологічне і таксономічне різноманіття в межах родини.
Колекцією послуговуються в навчальному процесі та навчально-просвітницькій роботі.
- Альпійська гірка
- Ділянка корисних рослин

Закладено основи для експозицій:
- Старицькі ворота
- Вишневолоцько-Новоторзький вал (Валдай)
- Мінералотрофне болото
- Валдайська височина